# Liste des cantons de l'Île-du-Prince-Édouard

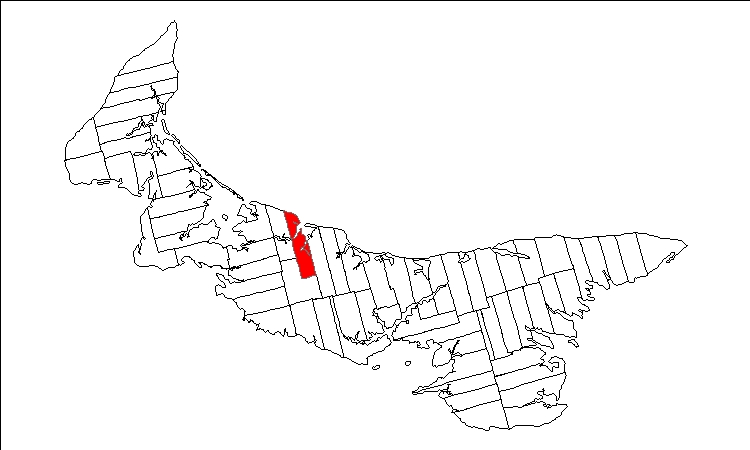
Carte des lots de l'Île-du-Prince-Édouard mettant en valeur le lot 21.

Ceci est une liste de cantons, connue aussi comme "lots", pour la province canadienne de l'Île-du-Prince-Édouard. Certains sont aussi des divisions de recensement.

## Histoire
Après avoir obtenu l'île par le traité de Paris de 1763, le Royaume de Grande-Bretagne a immédiatement cherché à remplacer les Acadiens par ses propres colons. En 1764, il demanda un arpentage de l'Isle Saint-Jean (Île-du-Prince-Édouard), qui fut terminé par Samuel Holland en 1766. Comme les autres arpentages dans les territoires nord-américains de la Grande-Bretagne, l'arpentage de l'Ile Saint-Jean avait comme premier objectif d'encourager la colonisation à peu de coût pour le trésor. Un système féodal fut proposé, ressemblant au système européen de bail à rente.
Trois comtés d'environ 2 000 km² furent arpentés : le comté de Prince, le comté de Queens et le comté de Kings, plus petit. Chacun avait un siège de comté et était subdivisé en cinq paroisses de 400 km² pour l'Église d'Angleterre - sauf le comté de Kings qui n'en eut que quatre. Chaque paroisse fut subdivisée en cantons ou « lots » d'environ 80 km². Chaque canton/lot était alloué à un bailleur sous certaines conditions de colonisation (comme le financement et le transport des colons à l'île) ; les colons étaient obligés de défricher les terres pour leurs fermes et de payer une rente annuelle, qui avec le temps rembourserait le bailleur et lui ferait faire un profit. Comme il y avait plus de candidats que de lots disponibles, le gouvernement de Grande-Bretagne créa une loterie pour les 64 (ou 67) lots alloués.
L'Isle Saint-Jean fut renommée Île-du-Prince-Édouard le 29 novembre 1798. Après un siècle de conflits entre les bailleurs (dont plusieurs ne logeaient pas sur l'île) et les pauvres paysans locataires, les derniers lots furent rachetés par le gouvernement de l'Île-du-Prince-Édouard sous les Termes de l'union pour l'entrée de l'Île-du-Prince-Édouard dans la Confédération canadienne le 1er juillet 1873.
Aujourd'hui, les cantons/lots continuent à exister sur papier et sur les cartes des divisions de recensement de l'Île-du-Prince-Édouard.
| Comté de Prince    | Comté de Prince                                                            |
| ------------------ | -------------------------------------------------------------------------- |
| Paroisse North     | Lot 1 \| Lot 2 \| Lot 3                                                    |
| Paroisse Egmont    | Lot 4 \| Lot 5 \| Lot 6 \| Lot 7                                           |
| Paroisse Halifax   | Lot 8 \| Lot 9 \| Lot 10 \| Lot 11 \| Lot 12                               |
| Paroisse Richmond  | Lot 13 \| Lot 14 \| Lot 15 \| Lot 16 \| Lot 17                             |
| Paroisse St. David | Prince Royalty \| Lot 18 \| Lot 19 \| Lot 25 \| Lot 26 \| Lot 27 \| Lot 28 |

| Comté de Queens    | Comté de Queens                                        |
| ------------------ | ------------------------------------------------------ |
| Paroisse Grenville | Lot 20 \| Lot 21 \| Lot 22 \| Lot 23 \| Lot 67         |
| Paroisse Hillsboro | Lot 29 \| Lot 30 \| Lot 31 \| Lot 65                   |
| Paroisse Charlotte | Queens Royalty \| Lot 24 \| Lot 32 \| Lot 33 \| Lot 34 |
| Paroisse Bedford   | Lot 35 \| Lot 36 \| Lot 37 \| Lot 48 \| Lot 49         |
| Paroisse St. John  | Lot 50 \| Lot 57 \| Lot 58 \| Lot 60 \| Lot 62         |

| Comté de Kings       | Comté de Kings                                                                      |
| -------------------- | ----------------------------------------------------------------------------------- |
| Paroisse St. Patrick | Lot 38 \| Lot 39 \| Lot 40 \| Lot 41 \| Lot 42                                      |
| Paroisse East        | Lot 43 \| Lot 44 \| Lot 45 \| Lot 46 \| Lot 47                                      |
| Paroisse St. George  | Kings Royalty \| Lot 51 \| Lot 52 \| Lot 53 \| Lot 54 \| Lot 55 \| Lot 56 \| Lot 66 |
| Paroisse St. Andrew  | Lot 59 \| Lot 61 \| Lot 63 \| Lot 64                                                |